# الكسندر كوكران
الكسندر كوكران (بالإنجليزية: Alexander Cochrane)‏ (و. 1758 – 1832 م) هو ضابط، وسياسي من المملكة المتحدة لبريطانيا العظمى وأيرلندا، ومملكة بريطانيا العظمى، ولد في اسكتلندا، ويحمل رتبة عسكرية أدميرال، توفي في باريس، عن عمر يناهز 74 عاماً.

## مناصب
تولى منصب Commander-in-Chief, Plymouth ‏.

## الخدمة العسكرية
خدم في البحرية الملكية البريطانية.

## جوائز
حصل على جوائز منها:
- وسام فارس الصليب الأعظم.